# Francesc Vilà i Sales

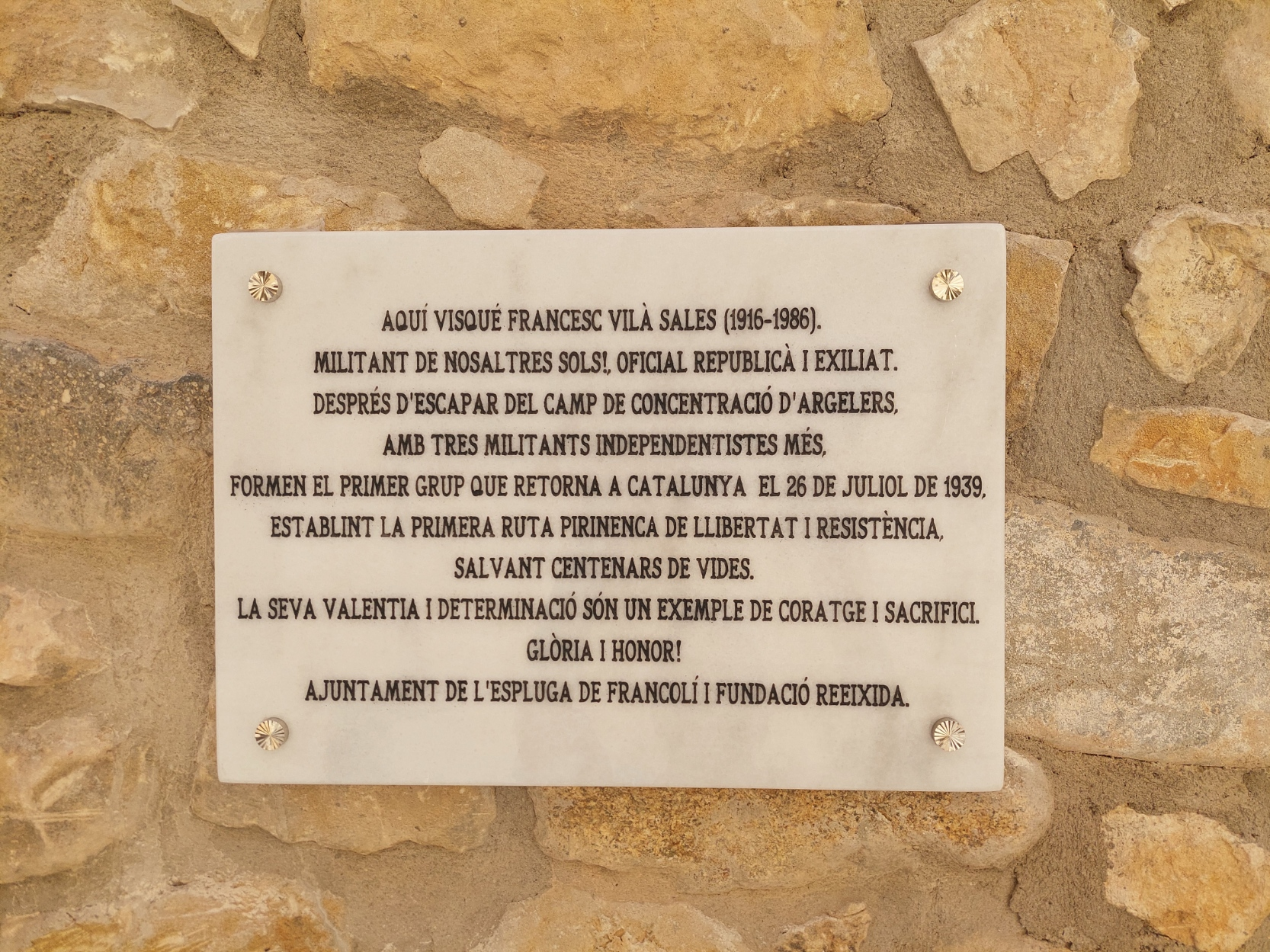
Placa memorial a l'Espluga de Francolí (la Conca de Barberà)

Francesc Vilà i Sales (Colònia Güell, 6 d'agost de 1916 - Barcelona, 27 d'abril de 1986) fou un activista polític independentista català, militant de Nosaltres Sols!

## Trajectòria
Nascut el 6 d'agost de 1916 a la colònia Güell, situada al municipi de Santa Coloma de Cervelló (el Baix Llobregat), des de ben jove compaginà la seva intensa dedicació a la cultura i el coneixement amb el treball en el sector tèxtil. Interessat per la música, l'excursionisme i la lectura, cursà estudis de violí a l'Escola Municipal de Música, d'on en sortí amb la qualificació d’excel·lent, fet que denota el seu talent artístic i la seva sensibilitat cultural.
Participà activament en entitats juvenils de caràcter cultural i catalanista, com ara el club d'escacs Els Pomells de Joventut, una afició que posteriorment li seria de gran utilitat durant la seva estada a la presó. Col·laborà en diverses publicacions escrites, sentre les quals destaquen la revista  L'Estel, el periòdic Labor i les de l'Ateneu. També dirigí el cor de "La Maquinista" i exercí com a secretari de la Congregació Mariana de la Colònia Güell.
La seva militància política s'articulà inicialment a través de l'organització militar de Nosaltres Sols!, formació d’orientació independentista catalana. Amb l'inici de la Guerra del 36, s'incorporà com a voluntari a l'expedició republicana que pretenia recuperar l'illa de Mallorca, participant als enfrontaments de Portocristo, coneguts pel seu alt cost en vides humanes, especialment al denominat "parapet de la mort". Posteriorment, ingressà a l'Escola Popular de Guerra, on es graduà com a oficial d'artilleria. Combaté al front d'Aragó, a la zona de Lécera i Belchite, i destacà per una acció de sabotatge realitzada conjuntament amb Santiago Pey Estrany, consistent en la destrucció d'un polvorí a Sarinyena que havia estat abandonat per les tropes franquistes.
En el moment de la retirada republicana, prop de Llançà, utilitzà el seu vehicle per facilitar l'evacuació d'un grup de companys, amb els quals es dirigí cap a l’exili francès. Internat inicialment al camp de concentració d'Argelers, en fou el primer a fugir. A Perpinyà, gràcies al suport familiar, pogué recuperar-se tant físicament com emocionalment. Des d'allí reprengué el contacte amb l'activista Daniel Cardona per tal de reorganitzar les xarxes de resistència i afavorir el retorn clandestí a Catalunya, així com prestar assistència als companys internats al camp de concentració d'Agde.
Quan Jaume Martínez Vendrell i el seu grup aconseguiren escapar del camp, els proporcionà armament i documentació falsa, aprofitant les seves aptituds com a dibuixant. Participà també en la primera incursió de retorn a Catalunya, iniciant un servei de passatge regular a través del massís de l'Albera i del Pirineu oriental, orientat a facilitar el pas de militants antifeixistes. En aquestes operacions, col·laborà sovint amb Joan Fortuny, també vinculat al moviment independentista. D'aquesta forma, esdevingué una peça clau en les tasques de falsificació de documents i segells oficials. A través seu, Jaume Martínez Vendrell contactà amb Manuel Viusà i Gertrudis Galí, antics membres del nucli de Belles Arts de la Federació Nacional d'Estudiants de Catalunya (FNEC), que s'incorporaren a l'organització formada a París el 4 de maig de 1940.
Un cop retornat a la Colònia Güell, fou detingut conjuntament amb Gregori Font, tot i que inicialment fou posat en llibertat per manca de càrrecs concrets. No obstant això, el 23 de febrer de 1941 fou novament detingut i empresonat al Palau de les Missions de Montjuïc, condemnat a dotze anys i un dia de presó per col·laboració amb la rebel·lió militar. El 3 d'octubre del mateix any obtingué la llibertat condicional. Arran de la seva detenció, altres membres de la xarxa com Joan Sardà, Octavi Viladrosa i Felicià Manzanares assumiren la tasca de passadors.
Els fets personals, com la mort del seu pare i la ceguesa de la seva mare, el portaren a replegar-se de les accions directes, seguint el consell de Jaume Martínez Vendrell, i a assumir funcions de suport dins de l'organització. Paral·lelament, reprengué l'activitat cultural i s'integrà a l'orquestra Amics dels Clàssics. L'any 1943 inicià la seva trajectòria professional com a aparellador al taller d'arquitectura d'Emili Bofill, del qual acabaria esdevenint soci. Aquest taller seria també l'espai de formació del futur arquitecte Ricard Bofill, fill del seu fundador. Morí el 27 d'abril de 1986 a Barcelona, als 69 anys.

## Llegat
El 27 d'abril de 2025, en ocasió del 39è aniversari de la seva mort, s'inaugurà una placa d'homenatge en honor seu a l'Espluga de Francolí (la Conca de Barberà), indret d'on era natural la seva família. Concretament, la placa està situada al carrer de Sor Maria Torres, número 33, i l'acte fou presidit pel batlle del poble Josep Maria Vidal, la filla de l'homenatjat Montserrat Vilà i el president de la fundació Reeixida Oriol Falguera. Montserrat Vilà destacà que «ja era hora, perquè el pare fa 39 anys que va morir i mai va rebre cap reconeixement per tot aquest esforç humanitari» i «no només ningú no li va donar les gràcies, sinó que el van perseguir gairebé fins a la mort».